# 奥尔斯多夫公墓
奥尔斯多夫公墓（德語：Ohlsdorfer Friedhof），位于德国汉堡郊外的奥尔斯多夫，是世界最大的乡村墓地 和世界第四大公墓。埋在公墓的大多数人都是市民，但也有许多国家的受害者。

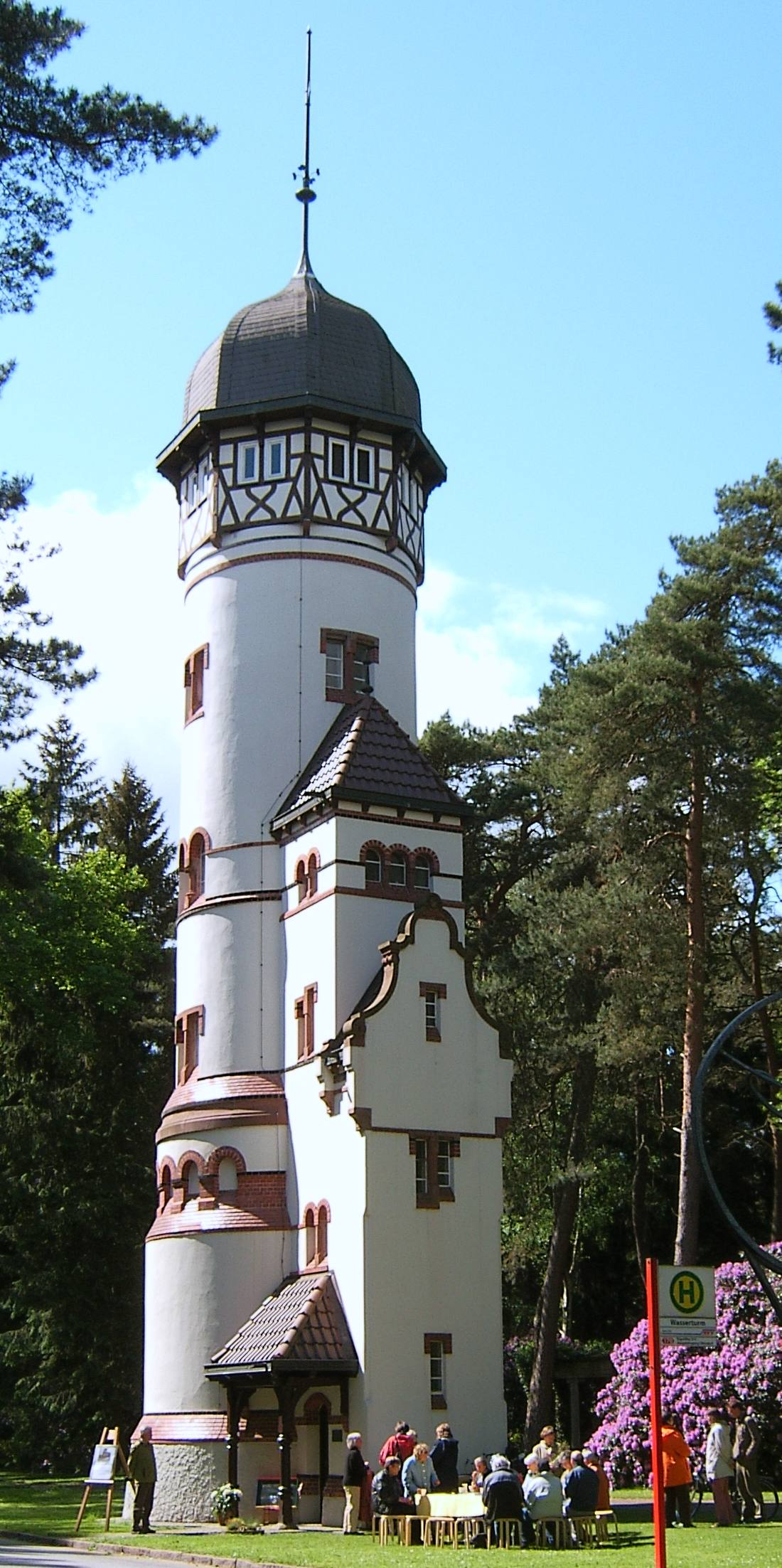
奥尔斯多夫公墓的水塔（附带巴士站）

奥尔斯多夫公墓成立于1877年，是一个非宗教性的墓地。面积391公顷，有12个教堂，28万个墓地，埋葬150万名死者。公墓还用作休闲区和旅游景点。每年有来自世界各地的约200万人参观墓地。
汉堡英联邦战争公墓，位于奥尔斯多夫公墓12号教堂附近。

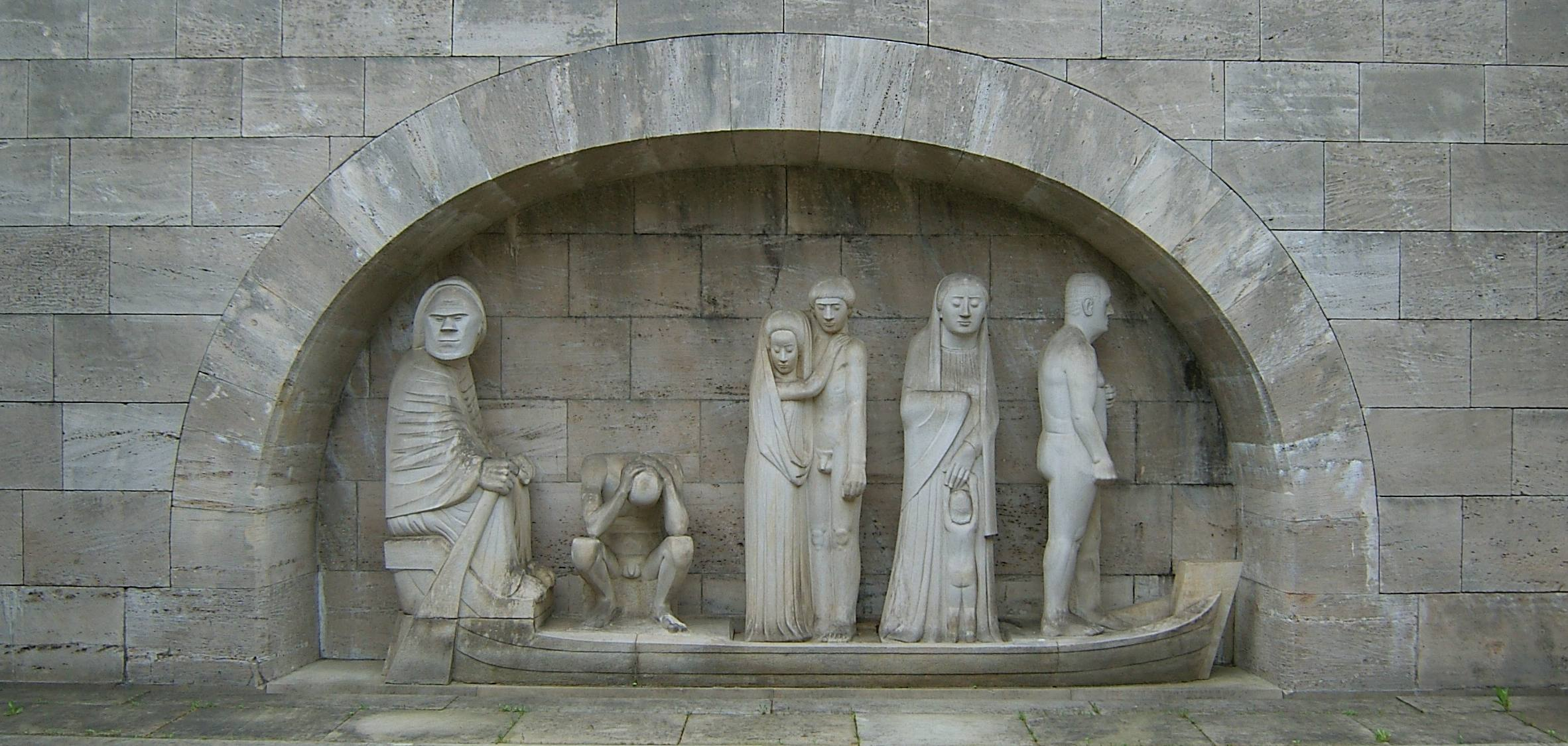
"Ride over the River Styx"

纳粹时期的受害者，共有六个纪念场所。

## 著名的安葬者
- 汉斯·冯·彪罗（1830–1894）：德國指挥家、钢琴家和作曲家。
- C·W·策拉姆（1915–1972）：德國記者和雜誌編輯，以考古學作品聞名。
- 性感科拉（1987–2011）：德國色情演員、模特兒，原名卡羅林·埃伯特（Carolin Ebert）。
- 威廉·古諾（1876–1933）：德國政治家，威瑪共和國總理（1922年到1923年）。
- 海因里希·赫茲（1857–1894），德國物理學家，於1887年證實電磁波存在，對電磁學有很大的貢獻，頻率的國際單位赫茲以他的名字命名。
- 古斯塔夫·赫茲（1887–1975）：德國物理學家，量子力學的先驅，1925年諾貝爾物理學獎得主，海因里希·赫茲的侄子。
- 詹姆斯·拉斯特（1929–2015）：德國作曲家、大樂隊指揮、輕音樂大師。
- 費利克斯·馮·盧克納爾（1881–1966）：德國貴族、海軍軍官、作家。
- 菲利普·奧托·龍格（1777－1810）：德國浪漫主義畫家、繪圖員。
- 赫爾穆特·施密特（1918–2015）：德國社會民主黨政治家，前西德社會民主黨（SPD）主席，前西德總理、國防部長、財經部長、經濟部長、外長。